# هوهنه
هوهنه (به آلمانی: Hohne) یک شهر در آلمان است که در Lachendorf واقع شده‌است. هوهنه  ۱٬۷۹۷ نفر جمعیت دارد.